# مگس‌های دایره‌ای
مگس‌های دایره‌ای(نام علمی: Cyclorrhapha) نام یک هم‌زادان از فروراسته مگس‌خانگی‌شکلان است.